# Райнхардт, Сибилла
Сибилла Райнхардт (нем. Sybille Reinhardt; род. 20 октября 1957, Пирна), в девичестве Титце (нем. Tietze) — немецкая гребчиха, выступавшая за сборную ГДР по академической гребле в 1970-х годах. Чемпионка летних Олимпийских игр в Москве, трёхкратная чемпионка мира, победительница многих регат национального и международного значения.

## Биография
Сибилла Титце родилась 20 октября 1957 года в коммуне Пирна, ГДР. Проходила подготовку в Дрездене в спортивном клубе «Айнхайт».
Впервые заявила о себе в гребле в возрасте шестнадцати лет в июле 1974 года, выиграв совместно с напарницей Кристине Шайблих чемпионат ГДР в зачёте парных двоек. Таком образом, она стала самой молодой гребчихой, сумевшей победить на первенстве Восточной Германии. Попав в основной состав восточногерманской национальной сборной, побывала на чемпионате мира в Люцерне, откуда привезла награду золотого достоинства, выигранную в парных рулевых четвёрках.
В 1977 году на мировом первенстве в Амстердаме вновь была лучшей в той же дисциплине.
На чемпионате мира 1978 года в Карапиро попасть в число призёров не смогла, показав в финале четвёртый результат.
В 1979 году одержала победу в парных рулевых четвёрках на чемпионате мира в Бледе.
Благодаря череде удачных выступлений удостоилась права защищать честь страны на летних Олимпийских играх 1980 года в Москве — в составе команды, куда также вошли гребчихи Ютта Лау, Ютта Плох, Росвита Цобельт и рулевая Лиане Бур, заняла первое место в парных рулевых четвёрках, получив золотую олимпийскую медаль.
За выдающиеся спортивные достижения дважды награждалась орденом «За заслуги перед Отечеством» в серебре (1974, 1980).
Впоследствии проявила себя как художник, работала преподавателем изобразительного искусства. В 2008 году опубликовала книгу-автобиографию.